# لانگیان
لانگیان (به لاتین: Longyan) یک شهر مرکزی در جمهوری خلق چین است که در فوجیان واقع شده‌است.

## خصوصیات
لانگیان ۱۹٬۰۶۹ کیلومترمربع مساحت و ۲٬۵۵۹٬۵۴۵ نفر جمعیت دارد.